# Kees Wessels
Kees Wessels  is een Nederlandse journalist en schrijver.
Wessels studeerde van 1990 tot 1994 journalistiek aan de Hogeschool Utrecht. 
Na zijn opleiding werkte Wessels als redacteur bij NRC Handelsblad en Het Parool. Als onderzoeksjournalist werkte hij vanaf 1996 bij het Algemeen Dagblad. Daar was hij als bedenker en projectmanager verantwoordelijke voor de AD Misdaadmeter en de AD Ziekenhuis Top 100.

## Erkenning
Reeds in 2005 was hij voor zijn artikelen over de kwaliteit van alle Nederlandse Ziekenhuizen (AD Ziekenhuis Top 100) genomineerd voor De Tegel, de belangrijkste Nederlandse prijs voor journalistiek. Voor de serie artikelen over operaties bij borstkanker, die hij schreef met Ronald van Geenen, werden zij in 2008 onderscheiden met De Tegel in de categorie 'Nieuws - Print'. In de serie werd aangetoond dat er een enorm groot verschil is tussen ziekenhuizen in de effectiviteit en efficiëntie in het opereren van vrouwen met borstkanker.

## Prijs
- De Tegel (2008)